# Isabella Proeller
Isabella Proeller (* 1973) ist eine Betriebswirtin, Verwaltungswissenschaftlerin und Professorin an der Universität Potsdam.
Ihre Forschungsschwerpunkte sind strategische Steuerung im öffentlichen Sektor, Steuerungs- und Führungsmechanismen der Verwaltung, Performance Management sowie internationale Verwaltungsreformen.

## Karriere
Proeller absolvierte 1992 bis 1996 ein Studium der Betriebswirtschaftslehre an der Universität St. Gallen und der Ecole Superieur de Commerce de Paris, das sie mit dem Lizenziat abschloss. Sie erhielt in St. Gallen zudem ein Lizenziat in Rechtswissenschaft. Von 1998 bis 2002 promovierte sie an der Universität St. Gallen mit der Dissertationsschrift „Auslagerung in der hoheitlichen Verwaltung : interdisziplinäre Entwicklung einer Entscheidungsheuristik“ zur Dr. oec.
Von 1994 bis 1998 arbeitete sie als Revisionsassistentin bei der Wirtschaftsprüfungsgesellschaft PricewaterhouseCoopers. Von 1999 bis 2000 hielt sie sich als Gastwissenschaftlerin an der Harris School of Public Policy der University of Chicago auf. Von 1998 bis 2007 war sie Senior Researcher für Public Management und Vizedirektorin des „Instituts für öffentliche Dienstleistungen und Tourismus“ der Universität St. Gallen. 2007 wurde sie als Professorin an den Lehrstuhl für Public und Nonprofit-Management an die Universität Potsdam berufen.

## Mitgliedschaften
Proeller ist Sprecherin des Vorstands des Potsdam Centrum für Politik und Management, Mitglied im Geschäftsleitenden Ausschuss des „Institut für Systemisches Management und Public Governance“ der Universität St. Gallen und im Verwaltungsrat des Lyceum Alpinum Zuoz. Von 2012 bis 2019 war sie stellvertretende Sprecherin des DFG-Graduiertenkollegs „Wicked Problems, Contested Administration“.
Proeller war viele Jahre im Vorstand der International Research Society on Public Management und der European Group of Public Administration aktiv.
Sie ist Mitherausgeberin der Zeitschriften der moderne staat, International Journal of Public Administration, International Journal of Public Sector Performance Management, International Public Management Review, Policy and Governance, Public Administration Review, und Verwaltung & Management.

## Werke
- Zukunftsszenarien für die digitale Verwaltung. Ergebnisse eines studentischen Beratungsprojekts. 2019. (mit Caroline Fischer u. a.)
- Verwaltungshandeln in der Flüchtlingskrise, Schriften der Deutschen Sektion des Internationalen Instituts für Verwaltungswissenschaften, Band 42, Baden-Baden: Nomos. 2019. (mit Sabine Kuhlmann und Jörg Bogumil)
- New Public Management, UTB-Taschenbuch, 5. Auflage, Bern/Stuttgart/Wien: Paul Haupt. 2011. (mit Kuno Schedler)
- Outcome-oriented Public Management. A responsibility –based approach to New Public Management, Charlotte, NC: Information Age Publishing. 2010. (mit Kuno Schedler)
- New Public Management, UTB-Taschenbuch, 4. Auflage, Bern/Stuttgart/Wien: Paul Haupt. 2009. (mit Kuno Schedler)
- Cultural Aspects of Public Management Reform, Oxford: Elsevier. 2007. (Hrsg. mit Kuno Schedler)
- Strategic Management for the State. International approaches in comparison. Gütersloh : Bertelsmann Stiftung. 2007.
- Strategische Steuerung für den Staat. Internationale Ansätze im Vergleich. Gütersloh : Bertelsmann Stiftung. 2007.
- New Public Management, UTB-Taschenbuch, 3. Überarbeitete Auflage, Bern/Stuttgart/Wien: Paul Haupt. 2006. (mit Kuno Schedler)
- New Public Management (auf Chinesisch). Beijing : Party Building Readings Publishing House. 2006.  (mit Kuno Schedler)
- New Public Management, UTB-Taschenbuch, 2. Überarbeitete Auflage, Bern/Stuttgart/Wien: Paul Haupt. 2003.  (mit Kuno Schedler)
- Kundenmanagement in der Öffentlichen Verwaltung, Zürich und St. Gallen: Mummert Consulting und IDT-HSG. 2003.  (mit Thomas Zwahlen)
- Auslagerung in der hoheitlichen Verwaltung, Bern/Stuttgart/Wien: Paul Haupt. 2002.
- New Public Management, UTB-Taschenbuch, Bern/Stuttgart/Wien: Paul Haupt. 2000. (mit Kuno Schedler)